# アルテングラン
アルテングラン (独: Altenglan)はドイツ連邦共和国 ラインラント＝プファルツ州クーゼル郡にある町村。アルテングラン連合自治体 (独: Verbandsgemeinde Altenglan) の行政庁所在地である。